# Godswill Ekpolo
Elohor Godswill Ekpolo (* 14. Mai 1995 in Benin City) ist ein nigerianisch-spanischer Fußballspieler.

## Verein
Ekpolo kam mit seiner Familie 2002 von Nigeria nach Spanien, wo er als Jugendlicher bei CDC Torreforta und dem FC Barcelona spielte. 2015 debütierte er für FC Barcelona B in der Segunda División. Nach Auslaufen seines Vertrages im Sommer 2016 war er zunächst vertragslos, ehe er im November beim drittklassigen Fleetwood Town in der EFL League One unterkam. Dort konnte er sich jedoch nicht dauerhaft durchsetzen. Anfang 2018 verpflichtete der Klub Gethin Jones auf Leihbasis vom FC Everton, daraufhin kehrte Ekpolo bis zum Saisonende zur Mérida AD nach Spanien zurück.
Im Juni 2018 verpflichtete der schwedische Klub BK Häcken Ekpolo bis zum Saisonende mit Option auf eine Verlängerung um drei Spielzeiten. Schnell etablierte er sich als Stammspieler und stand in 16 Saisonspielen in der Allsvenskan in der Startformation der Göteborger. Mitte Oktober des Jahres wurde die Option ausgeübt und er unterzeichnete seinen neuen Vertrag. Im Sommer 2019 erreichte er mit der Mannschaft das Endspiel um den Landespokal 2018/19, in dem er an der Seite von Joona Toivio, Mannschaftskapitän Rasmus Lindgren, Alexander Jeremejeff, Ahmed Yasin Ghani, Erik Friberg und Daleho Irandust durch einen 3:0-Sieg über AFC Eskilstuna seinen ersten Titel im Seniorenbereich gewann. In der Spielzeit 2020 wurde er mit dem Klub Tabellendritter und qualifizierte sich damit für den Europapokal, scheiterte aber in der UEFA Europa Conference League 2021/22 in der 2. Qualifikationsrunde am FC Aberdeen. Anfang 2022 wechselte Ekpolo zum Ligarivalen IFK Norrköping. Anfang 2023 heuerte er bei Apollon Limassol an. Seit Juli 2024 steht er bei AEK Larnaka unter Vertrag.

## Erfolge
- UEFA Youth League-Sieger: 2014
- Schwedischer Pokalsieger: 2019